# Будёновка

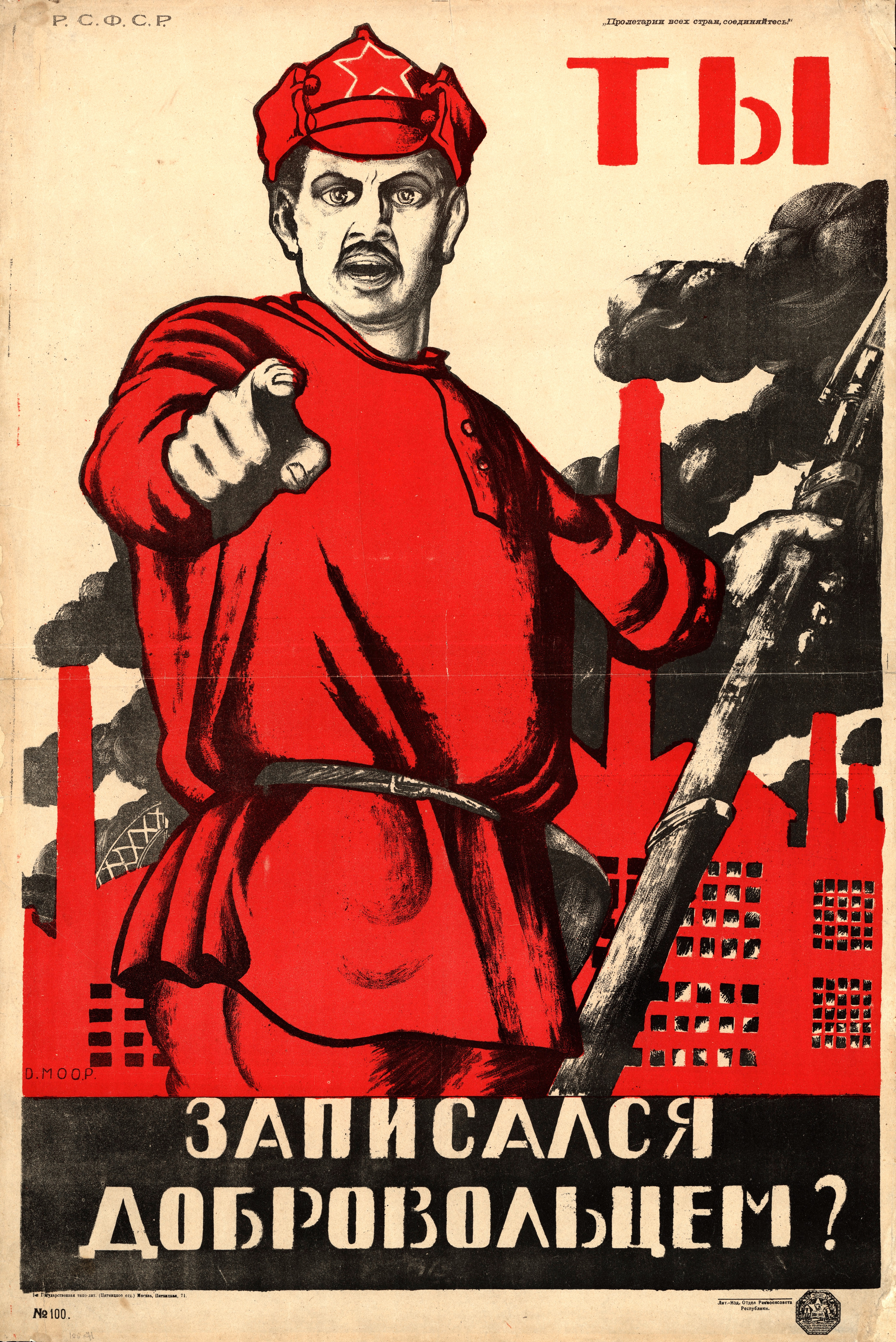
Плакат «Ты записался добровольцем?», 1920 год

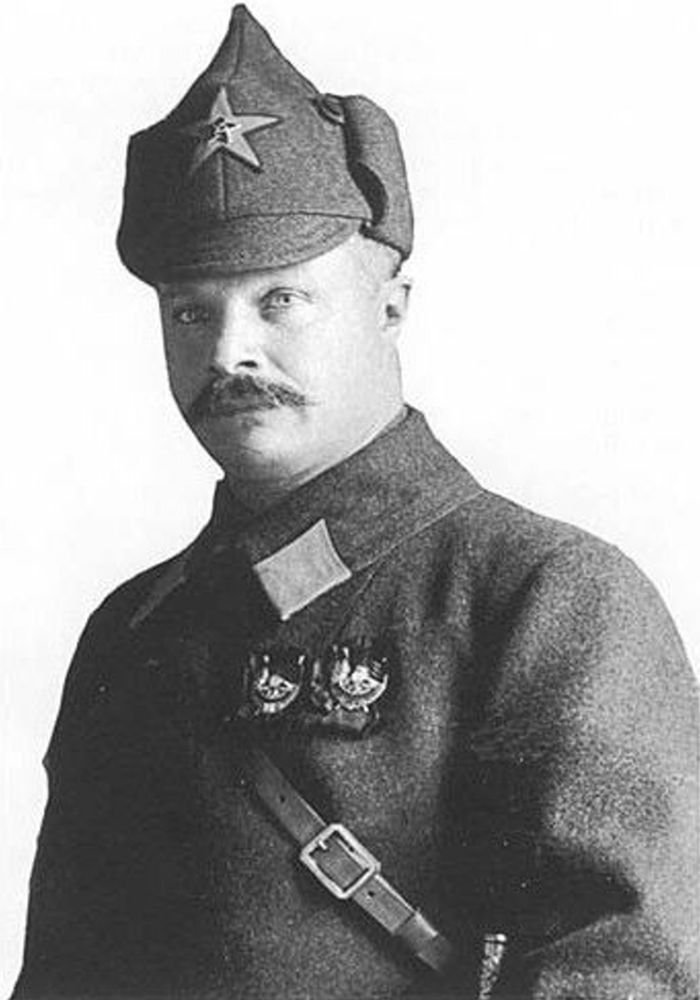
М. В. Фрунзе в зимнем шлеме

Будёновка (официальные её наименования — зимний головной убор, зимний шлем или просто шлем) — форменный головной убор военнослужащих Рабоче-крестьянской Красной армии (РККА), суконный шлем с козырьком и складывающимися бортами, в опущенном виде закрывающими уши и шею.

## История создания
В советской военно-исторической литературе утверждалось, что будёновка (а также шинель с поперечными клапанами-«разговорами» и другие элементы новой военной формы красноармейцев) были созданы в 1918—1919 годах специально для Красной армии.
Однако в 1990-х годах в российской научно-популярной литературе и публицистике получила распространение версия о том, что подобный головной убор в составе комплекта новой формы разработали ещё в годы Первой мировой войны для предполагавшихся «парадов Победы» русской армии в Берлине и Константинополе. По этой версии, новая парадная форма хранилась на складах и в войска не поступала, а уже после Октябрьской революции использована для обмундирования бойцов Красной армии (при этом большевики якобы просто заменили на головных уборах двуглавых орлов на пятиконечные звёзды).
Консультант по военному костюму Российской государственной библиотеки искусств Кирилл Цыплёнков отмечал, что это «достаточно нелепый миф (с полным отсутствием даже косвенных подтверждений)». По его мнению, никакой необходимости в создании новой парадной формы для русской армии в период тяжелейшей Первой мировой войны просто не существовало, так как незадолго до начала войны была разработана и опробована новая красивая парадная форма для армии и гвардии. В свою очередь, журналист и писатель Борис Сопельняк полагал, что новая версия происхождения будёновки — «одна из самых распространённых, но в ней нет ни слова правды». Он заметил, что и в советское время никто не пытался её опровергнуть. Причиной этого Б. Сопельняк называл то, что «все документы и приказы, связанные с разработкой новой формы бойца Рабоче-крестьянской Красной армии, были подписаны фактическим создателем этой армии, народным комиссаром по военным и морским делам, председателем Реввоенсовета республики Троцким», имя которого в СССР длительное время «нельзя было не то что печатать, но даже произносить вслух». Специалист по военной форме, историк А. Б. Степанов считает, что предположение о дореволюционном происхождении будёновки вообще не имеет под собой никакого документального подтверждения.
Создание в начале 1918 года Рабоче-крестьянской Красной армии вызвало необходимость разработки для её бойцов и командиров новой единой военной формы, отличающейся по виду от формы прежней русской армии. С этой целью приказами Народного комиссариата по военным делам РСФСР была учреждена временная комиссия по созданию новой формы одежды Красной армии (приказ от 25 апреля 1918 года № 306), объявлено положение о конкурсе по разработке обмундирования для Красной армии (приказ от 7 мая 1918 года № 326), создано жюри конкурса (приказ от 21 мая 1918 года № 380). В данном конкурсе приняли участие некоторые русские художники: Б. М. Кустодиев, М. Д. Езучевский, С. Г. Аркадьевский и другие (в ряде публикаций в числе участников конкурса по созданию формы Красной армии назывался известный русский художник В. М. Васнецов, однако никаких подтверждений этого до настоящего времени не обнаружено). В конкурсе предусматривались денежные призы за проекты, признанные конкурсной комиссией «заслуживающими внимания», а три лучших проекта должны были приобретаться Народным комиссариатом по военным делам в собственность РСФСР за дополнительное денежное вознаграждение.
Из воспоминаний дочери Б. М. Кустодиева известно, что её отец считал именно себя первым предложившим в качестве прообраза для нового головного убора Красной армии старинные русские шлемы. После того, как подобное предложение утвердили, он с обидой говорил: «Ведь это моя идея, но кто-то ею воспользовался и получил денежки, а я остался ни при чём!».
В свою очередь, исследователь военной формы Кирилл Цыплёнков полагал, что «художником, который внёс решающий вклад в создание образа богатырской шапки и „стрелецких“ кафтанов, стал вернувшийся в 1918 году из австрийского плена Михаил Дмитриевич Езучевский». По его мнению, это подтверждается не только архивными документами (прямым упоминанием со стороны председателя комитета по выработке форм обмундирования М. В. Акимова), но и обнаруженными подлинными эскизами М. Д. Езучевского, находящимися в частных собраниях историка униформы РККА Алексея Степанова и коллекционера Сергея Подстаницкого.
По словам историка А. Б. Степанова, новая форма Красной армии — это плод коллективного творчества целого ряда художников, а окончательную прорисовку эскиза будёновки и остальных элементов новой формы Красной армии на основе предложенных проектов осуществил художник В. Д. Баранов-Россине (он был членом Комиссии по выработке форм обмундирования Рабоче-крестьянской Красной армии).
18 декабря 1918 года постановлением Революционного военного совета Республики (Реввоенсовета Республики) утверждён новый тип зимнего головного убора — суконный шлем, своей формой напоминавший старинный русский шлем — «ерихонку» (за что он в первое время получил обиходное название «богатырка»). Этим же постановлением Комиссии по выработке форм обмундирования РККА предписывалось заказать первую партию в количестве 4 тысяч штук новых головных уборов для передачи их в войска.
Впоследствии шлем, ставший ярким признаком принадлежности к Красной армии, неофициально называли по фамилиям военачальников, под командованием которых находились первые из воинских частей, куда поступило новое обмундирование — М. В. Фрунзе («фрунзевка») и С. М. Будённого («будёновка»). Последнее название прижилось и стало обиходным (правда, это произошло уже после окончания Гражданской войны). Кроме этого, существовали у будёновки и не очень уважительные прозвища: «громоотвод» (из-за вытянутого вверх «шпиля» шлема) и даже «умоотвод».

## Головной убор РККА

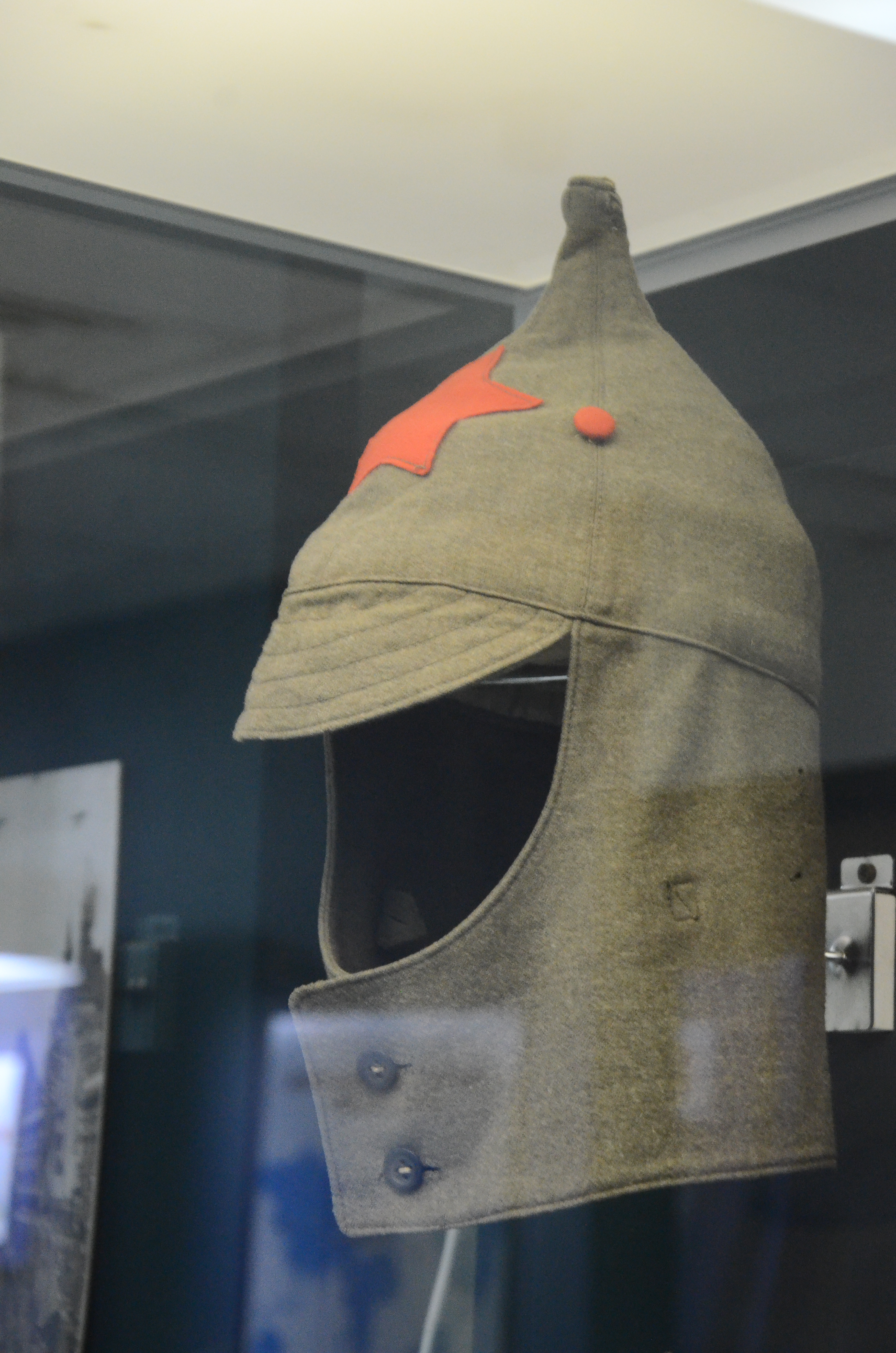
Будёновка в экспозиции Краснодарского государственного историко-археологического музея-заповедника

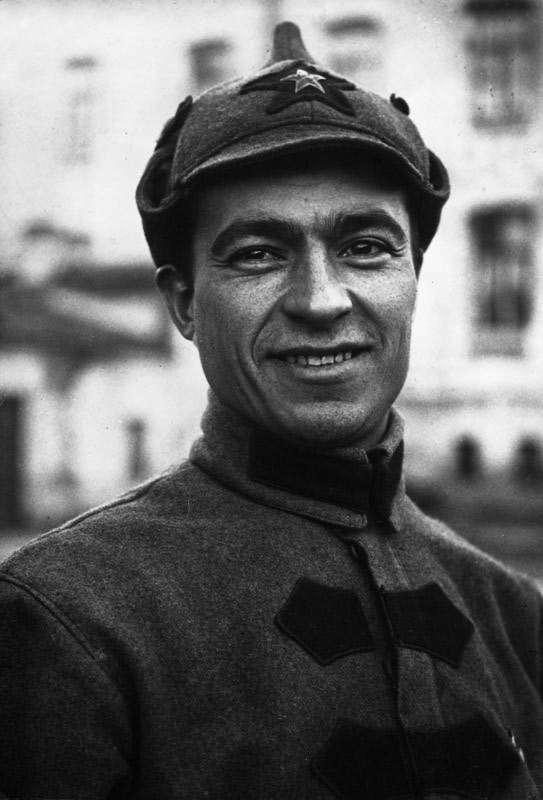
Красноармеец в будёновке

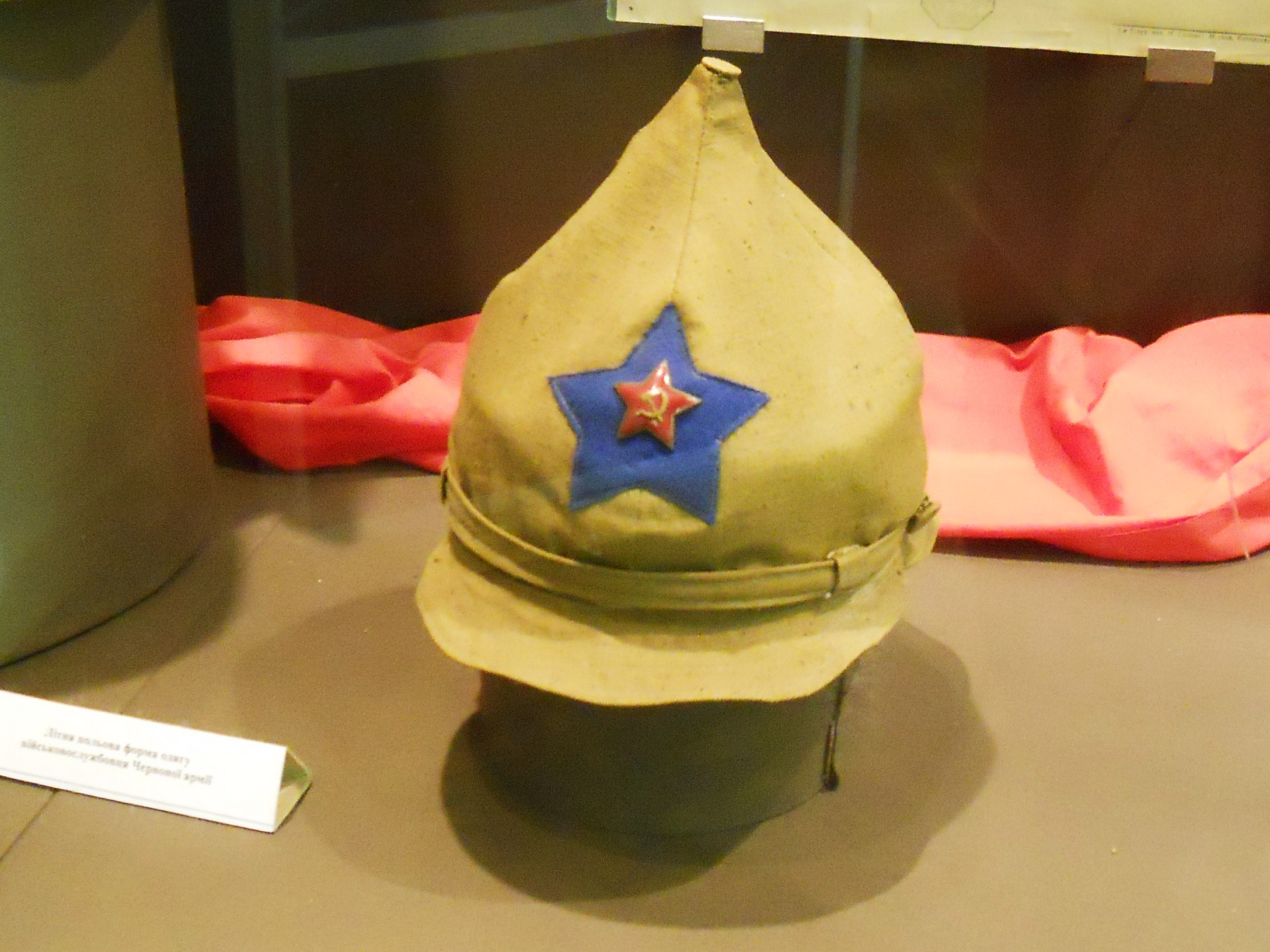
Летний шлем РККА

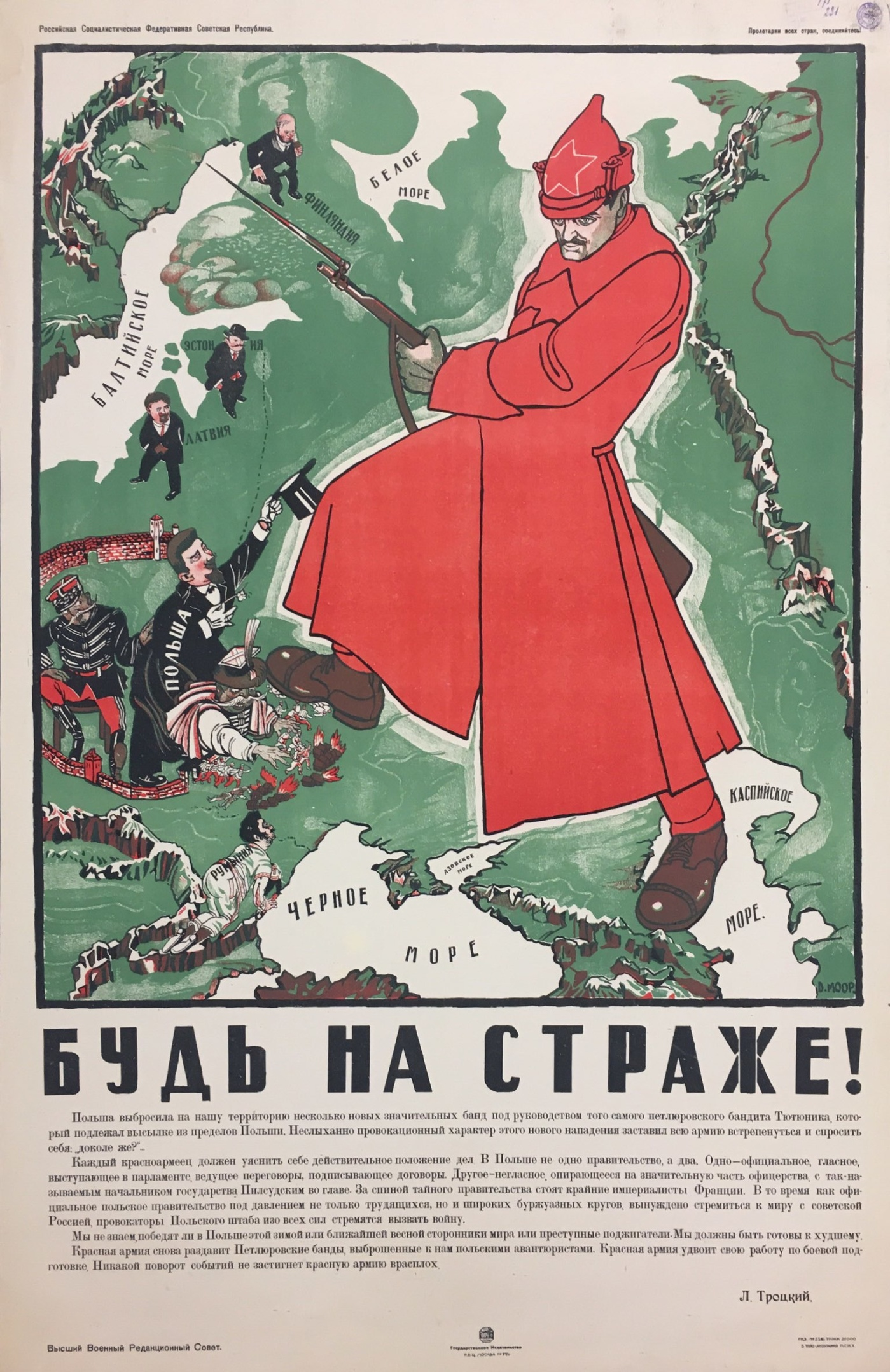
Л. Д. Троцкий в образе красноармейца на советском плакате «Будь на страже!», 1920 год

В приказе Реввоенсовета Республики от 16 января 1919 года № 116, подтвердившем ранее принятое постановление, содержалось подробное описание нового зимнего головного убора Красной армии:

«Головной убор состоит из колпака по форме головы, суживающегося кверху и имеющего вид шлема, и отгибающихся: назатыльника и козырька.
Колпак состоит из шести одинакового размера кусков мундирного сукна защитного цвета, формы равнобедренного сферического треугольника, сшиваемых один с другим по боковым сторонам так, что вершины треугольников сходятся наверху в центре колпака. <…>
К наружному колпаку пришивается внутренний из бязи колпак с ватною простёганной подкладкой. <…>
Спереди к колпаку головного убора, симметрично по отношению к козырьку пришивается пятиконечная звезда из цветного сукна, обращённая острым концом вверх. <…>
В центре звезды прикрепляется значок-кокарда установленного образца с эмалью вишнёвого цвета».

Зимний головной убор представлял собой шлем из сукна защитного цвета на ватной подкладке. Спереди к шлему пришивался простроченный овальный козырёк, сзади — назатыльник с удлинёнными концами, застегивающимися под подбородком на две пуговицы (в сложенном виде он пристёгивался к пришитым на шлем обтянутым сукном пуговицам). Над козырьком головного убора нашивалась пятиконечная звезда из сукна, цвет которого зависел от рода войск (при этом концы звезды требовалось размещать на окружности диаметром 8,8 см). Приказом № 116 были утверждены шесть цветов сукна, полагавшегося на нашивную пятиконечную звезду и на обтяжку пуговиц шлема: для пехоты — малиновый, для кавалерии — синий, для артиллерии — оранжевый (с 31 января 1922 года — чёрный), для воздушного флота — голубой, для инженерных войск — чёрный, для пограничной охраны — зелёный. В центре суконной звезды крепился металлический значок-кокарда в виде покрытой красной эмалью медной пятиконечной звезды с перекрещёнными плугом и молотом (описание значка утверждено приказом Народного комиссариата по военным делам от 29 июля 1918 года № 594). Фактически в условиях гражданской войны данные головные уборы часто пошивались кустарным способом и имели отступления от установленных образцов (в том числе на будёновках нередко отсутствовали металлические значки-кокарды). Встречались в Красной армии и кожаные будёновки.
Приказом Реввоенсовета Республики от 8 апреля 1919 года № 628 были внесены поправки в конструкцию зимнего головного убора — изменились его силуэт и размер суконной звезды (диаметр базовой окружности нашивной звезды увеличили до 10,5 см). Этим же приказом по сути подтверждались ранее закреплённые за родами войск в качестве знаков различия цвета сукна, в том числе и цвета нашивной пятиконечной звезды на шлеме.
До февраля 1922 года суконные звёзды на будёновках следовало очерчивать по контуру, отступив 3 мм от края, чёрным (а для чёрных звёзд — красным) кантом шириной 5—6 мм.
С апреля 1919 года и до февраля 1922 года будёновка, изначально создававшаяся для холодного времени года, числилась всесезонным головным убором.
Приказом Реввоенсовета Республики от 31 января 1922 года № 322 вместо фуражки для всех родов войск введён летний головной убор (шлем), изготовлявшийся из льняного палаточного полотна либо хлопчатобумажной ткани светло-серого или близкого к нему цвета и в целом повторявший форму зимнего суконного шлема, но без застёгивающихся под подбородком отворотов назатыльника. Летний шлем, который сильно напоминал покрытую защитным чехлом немецкую каску с остроконечным навершием «пикельхаубе», имел два козырька — спереди и сзади (за что его в шутку окрестили — «здравствуй и прощай»), а также подбородный ремешок. Этот головной убор являлся частью обмундирования красноармейцев на протяжении всего двух лет (он оказался неудобным, поэтому в мае 1924 года заменён фуражкой). Однако зимние шлемы продолжали использоваться, претерпев в 1922 году изменения фасона (став менее высокими и более округлыми по форме) и цвета сукна (который стал тёмно-серым).
В связи с изменением формы шлема уменьшился диаметр базовой окружности нашивной звезды (до 9,5 см), а 13 апреля 1922 года приказом Реввоенсовета Республики № 953 была изменена красноармейская кокарда, на которой вместо плуга и молота стали помещать официальную эмблему рабоче-крестьянского государства — серп и молот.
В июне 1922 года будёновку официально ввели также для органов ГПУ (бывшей ВЧК). Сначала она была тёмно-синей с тёмно-зелёной суконной звездой. С апреля 1923 года звезда на тёмно-синем шлеме стала в зависимости от рода службы или войск в ГПУ (с ноября 1923 года — ОГПУ) чёрной с белым кантом (для управлений, штабов и др.), серой (для войск ГПУ) или синей (для конвойной стражи). В пограничной охране, воссозданной в составе войск ГПУ, на шлемах находилась суконная звезда зелёного цвета. Тогда же на непродолжительное время вместо фуражки вводится летний шлем. Помимо этого, приказом от 28 февраля 1923 года органам ГПУ на транспорте в качестве зимнего головного убора полагалась будёновка из чёрного сукна с малиновой звездой. В августе 1924 года для всех органов и войск ОГПУ (кроме органов ОГПУ на транспорте и пограничной охраны) установлен тёмно-серый зимний шлем с краповой звездой.
Приказом Революционного военного совета СССР от 2 августа 1926 года № 415 отменена нашивавшаяся на шлем суконная пятиконечная звезда, в связи с чем красноармейский металлический значок теперь следовало крепить непосредственно на колпак шлема, в 7 см от козырька. В октябре того же года суконные звёзды восстановили (последовавший затем приказ Реввоенсовета СССР от 3 сентября 1927 года № 474 окончательно возвратил суконную звезду на зимний шлем).
В 1927 году введён зимний суконный шлем нового образца (фасон шлема несколько изменился по сравнению со шлемом образца 1922 года, вобрав в себя часть нововведений 1925—1926 годов), при этом цвет его остался прежним — тёмно-серым (диаметр базовой окружности для нашивной звезды теперь составлял 8 см). В 1931 году в конструкцию шлема опять внесли изменения: колпак шлема стал пошиваться не из шести клиньев, а из четырёх; кроме того, на назатыльнике были введены надставки из хлопчатобумажной серой байки.
Имевшийся на будёновке назатыльник при низких температурах можно было опустить и застегнуть на две пуговицы под подбородком, закрыв уши и шею. С ноября 1932 года назатыльник полагалось опускать только при температуре от −6 °С и ниже.
В конце 1935 года в войсках НКВД СССР в качестве зимнего головного убора для высшего, старшего и среднего начальствующего состава введена шапка-финка, которую полагалось носить только при пальто-реглане с пристёгнутым меховым воротником (помимо неё, высший, старший и средний начальствующий состав зимой носил также фуражку), для младшего начальствующего и рядового состава оставили зимний шлем («будёновку») из тёмно-серого сукна с нашитой суконной звездой (для внутренней охраны она была краповой, для пограничной охраны — светло-зелёной). Поверх суконной звезды крепилась металлическая пятиконечная звезда, покрытая красной эмалью.
С декабря 1935 года у командного и начальствующего состава ВВС Красной армии зимние шлемы были тёмно-синими, а у автобронетанковых войск — стального цвета.

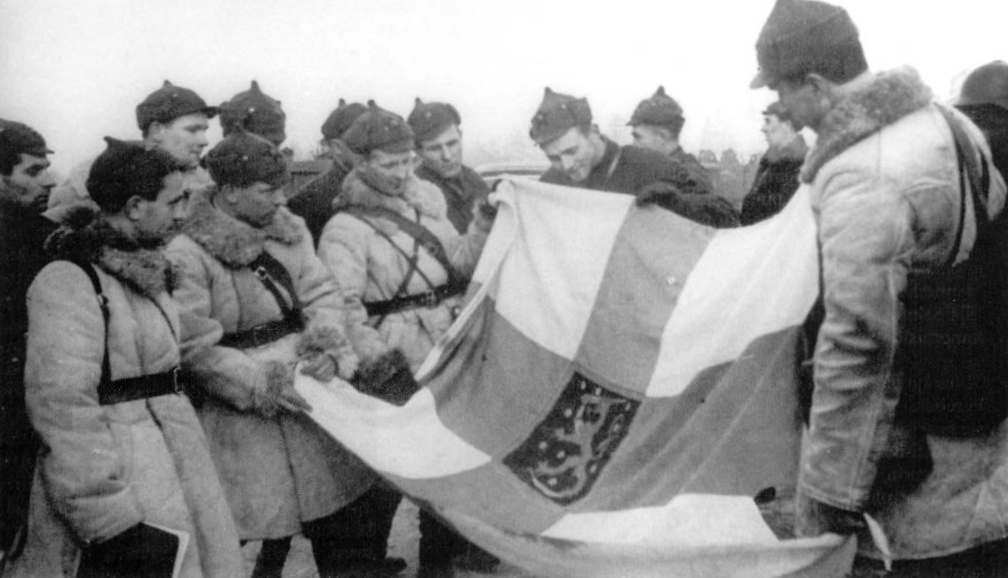
Красноармейцы в будёновках периода советско-финляндской войны 1939—1940 годов

Различные модели и модификации будёновки использовались в частях РККА вплоть до начала 1940-х годов. Кроме того, в составе обмундирования советской милиции в годы Гражданской войны некоторое время также находился зимний суконный шлем (в качестве отличительного знака рабоче-крестьянской милиции в соответствии с приказом от 15 декабря 1920 года на суконные шлемы армейского образца нашивался щит, изготовленный из сукна крапового цвета, на который, в свою очередь, крепился милицейский значок).
Приказом народного комиссара обороны СССР в 1940 году в качестве зимнего головного убора вместо суконного шлема («будёновки») на снабжение военнослужащих Красной армии была принята шапка-ушанка, поскольку в ходе советско-финляндской войны 1939—1940 годов стало ясно, что для зимних условий суконный шлем мало пригоден и недостаточно защищает голову от холода. Помимо этого, он плохо сочетался со стальным шлемом (каской) при комбинированной носке.
Тем не менее будёновка оставалась в некоторых действующих частях Красной армии вплоть до весны 1942 года, а кое-где, например, в тыловых частях, училищах, спецшколах, партизанских отрядах, её продолжали носить до 1944—1945 годов.

## Будёновка в искусстве и пропаганде

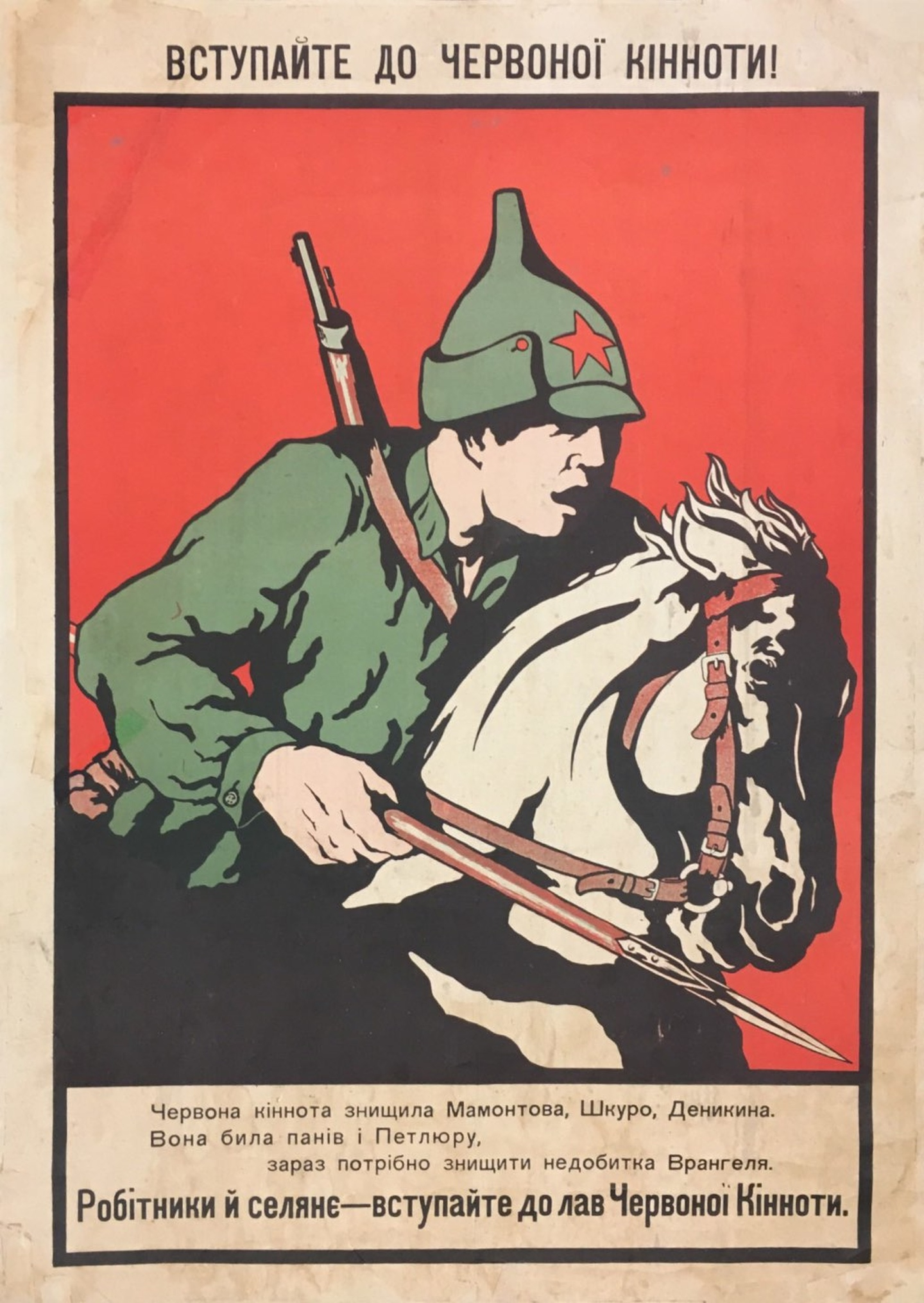
Плакат «Вступайте в красную конницу!». Украинская ССР, 1920 год

Первыми произведениями революционного искусства, изображающими будёновку как неотъемлемый атрибут красноармейца, стали выпущенные в период Гражданской войны в России агитационные плакаты, призывавшие рабочих и крестьян вступать в ряды Красной армии. Наиболее известным из них является плакат Д. Моора «Ты записался добровольцем?» (1920 год).
Романтический ореол появился у будёновки лишь в 1950-е годы, когда она стала массово встречаться на плакатах, открытках и иллюстрациях. В настоящее время будёновка стала предметом коллекционирования любителей военной истории, популярным сувениром для иностранцев, она является непременным атрибутом художественных фильмов и театральных постановок о Гражданской войне в России.
Только отмена ношения в войсках будёновки помешала ей стать настоящим геральдическим символом, хотя отдельные примеры использования её в этом качестве можно найти даже в советской архитектуре: красноармейский шлем является центральной фигурой рельефа на фасаде здания Национального центра управления обороной в Москве (Фрунзенская набережная, 22).
В 1976 году режиссёром Игорем Вознесенским был снят художественный фильм «Будёновка» по мотивам произведений А. П. Гайдара.
Будёновка упоминается в песне «С чего начинается Родина».
В фильме «Свадьба в Малиновке» дед Нечипор, староста села, то надевает, то снова снимает будёновку («Опять власть меняется…»), рассматривая её как ярко выраженный политический атрибут.

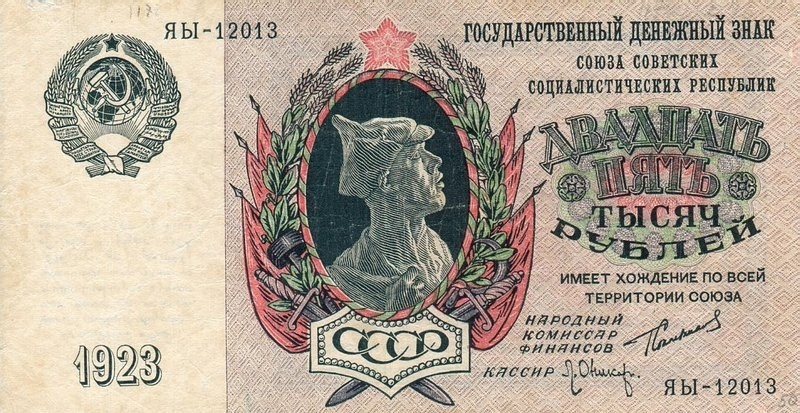
Денежная купюра СССР, 1923 год
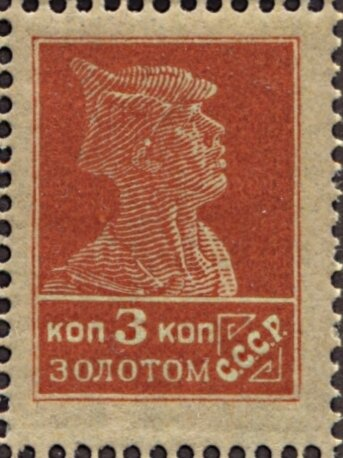
Почтовая марка СССР, 1924 год
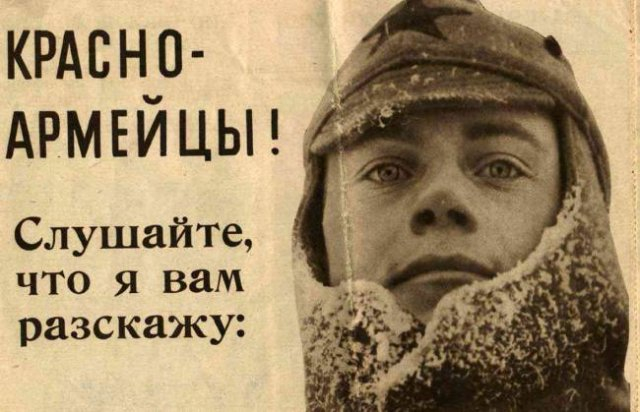
Солдат в будёновке с опущенным назатыльником (финская пропаганда конца 1930-х — начала 1940-х годов)

## Комментарии
1. ↑  Некоторые приказы, касающиеся утверждения формы и знаков различия Красной армии в 1918—1919 годах, подписаны заместителем Троцкого на посту председателя Реввоенсовета Республики Эфраимом Склянским.
2. ↑  В Положении о конкурсе по установлению формы обмундирования Рабоче-Крестьянской Красной Армии в отношении требований к проектам обмундирования говорилось буквально следующее: «Формы обмундирования, вполне отличаясь от старых, должны быть спортивно-строгими, но изящными в своей демократической простоте и отвечающими по стилю духу народного творчества» [см. Военная одежда Вооружённых Сил СССР и России (1917—1990-е годы). — М.: Воениздат, 1999. — ISBN 5-203-01758-1. — С. 12—13].
3. ↑  В дальнейшем броневым силам (будущим автобронетанковым войскам) утвердили красную (а позднее — чёрную) нашивную суконную звезду, конвойной страже (с 31 января 1922 года) — синюю.
4. ↑  Ещё раньше, в 1931 году, приказом Реввоенсовета СССР высшему, старшему и среднему начальствующему составу РККА в качестве нетабельного (то есть приобретаемого за свой счёт) обмундирования было разрешено носить в зимнее время шапку-финку (указанная шапка представляла собой суконный защитного цвета овальный колпак с обтянутой тканью пуговицей наверху и меховых назатыльника и козырька).